# Malpaís de la Breña
Malpaís de la Breña (también: La Brena, Brena y Mal Pais, Breña y Mal Pais, La Breña, Mal Pais) es un malpaís o zona volcánica del estado de Durango, México que se encuentra en el oeste de la Mesa del Centro, a unos 50 km al noreste de la ciudad de Durango. Es una zona pedregosa que abarca más de 250.000 hectáreas, que posee multitud de pequeños conos volcánicos. Al este de la misma se encuentra el valle de Durango, al norte el valle Nombre de Dios, con la sierra de Gamón, y al suroeste el valle de Tapona. 
La geología de la zona se caracteriza por las lavas basálticas, con un paisaje abrupto y pedregoso, con varios conos volcánicos.  El basalto posee numerosas vacuolas formadas por el escape de los gases durante el proceso de cristalización. El nombre “La breña”, se relaciona con la superficie rocosa poco erosionada con numerosos afloramientos que dan el aspecto abrupto de la zona. La breña se formó durante el proceso de enfriamiento del magma.
La zona posee abundantes manantiales que se utilizan para explotaciones agrícolas de las zonas de terreno que no han sido cubiertas por la lava. Por el sur la zona es cruzada por los ríos Poanas y Durango, que luego forman el río San Pedro o Mezquital, sobre el cual se encuentra la cascada de El Salto. 
El clima en la región es templado y semiseco con escasa vegetación, principalmente nopaleras o tunas (Opuntia ficus-indica).
En la zona se produce mezcal el cual es muy afamado, y es denominado "Blanco Malpaís", el cual se exporta a Estados Unidos y Canadá.